# Ievheniia Lopata

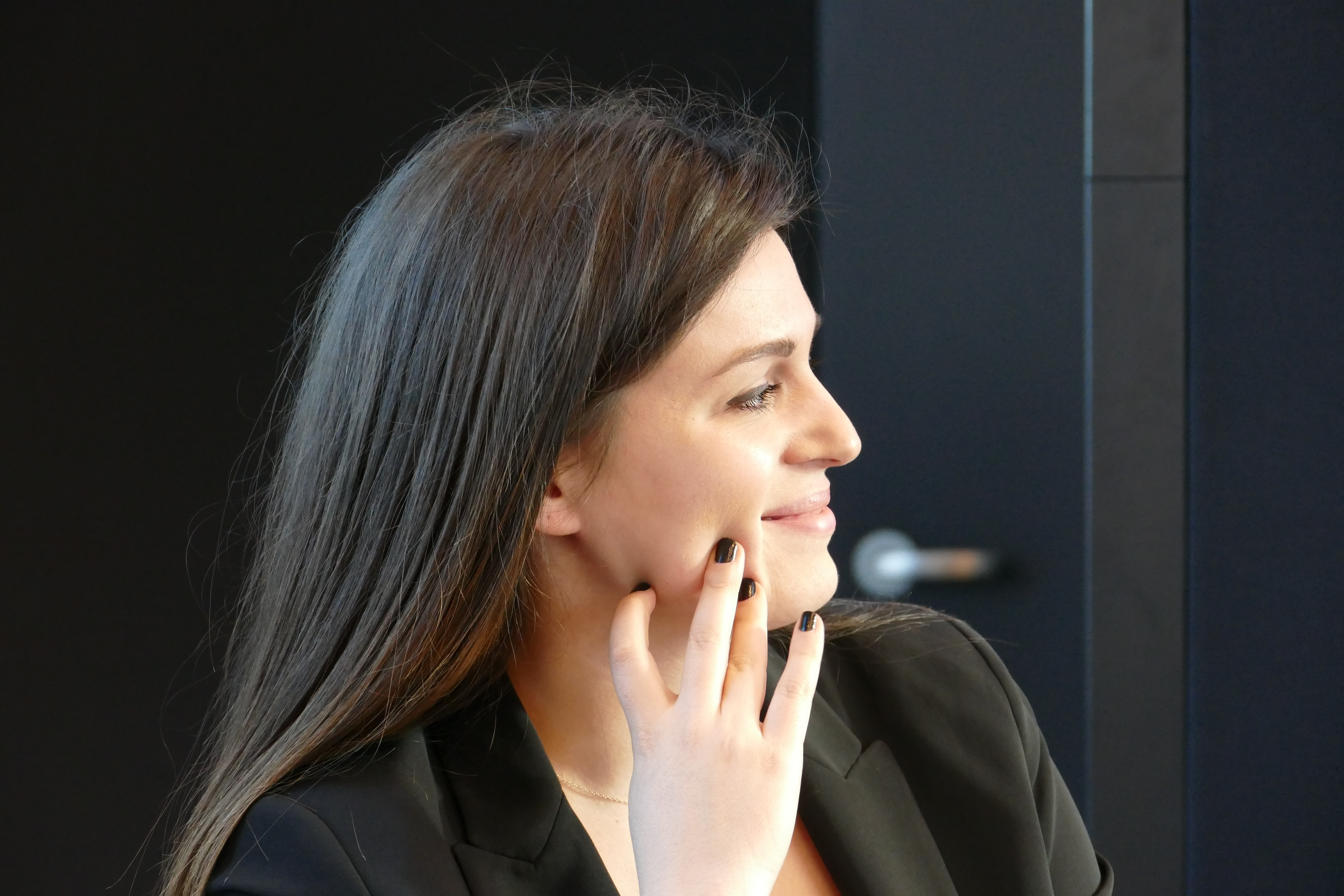
Ievheniia Lopata (2019)

Ievheniia Lopata (în ucraineană Євгенія Валеріївна Лопата, transliterat: Ievheniia Valeriivna Lopata; n. 1 noiembrie 1994, Cernăuți, Ucraina) este manager cultural și traducătoare ucraineană, care îndeplinește, începând din 2013, funcțiile de redactor șef al editurii Meridian Czernowitz⁠(d) și director artistic și director executiv al Festivalului Internațional de Poezie „Meridian Czernowitz”. A fost inclusă în anul 2021 pe lista „30 UNDER 30 Forbes Ukraine”.

## Biografie

### Originea și educația
S-a născut în anul 1994 în orașul Cernăuți, într-o familie de filologi. Tatăl ei este germanist, mama ei este slavistă specializată în limba ucraineană. Ea are un frate. A făcut dansuri populare de la vârsta de 4 ani și, încă de când era copil, a călătorit în numeroase țări, învățând să comunice în diferite limbi. Ievheniia Lopata a urmat, în perioada 2001–2012, cursurile cu predare intensivă în limba germană ale Gimnaziului nr. 1 din Cernăuți, pe care le-a absolvit în anul 2012 cu note mari.
După absolvirea liceului, a studiat limba și literatura germană și economia (management și administrație) la Universitatea „Iuri Fedkovîci” din Cernăuți (2012–2018) și a urmat, în același timp, studii de management și afaceri internaționale la Universitatea din Graz (2015–2107). A finalizat studiile de masterat în economie în anul 2018 cu o lucrare de disertație despre Coaching als Führungstechnik im Unternehmen („Coaching-ul ca tehnică de management în companii”). Începând din 2019 a urmat studii culturale la Universitatea Humboldt din Berlin.
În afara limbii materne, ucraineana, vorbește fluent germana, engleza și rusa.

### Carieră
Ievheniia Lopata îndeplinește, începând din 2013, funcția de redactor-șef al editurii Meridian Czernowitz⁠(d), precum și pe cele de director artistic și director general al Festivalului Internațional de Poezie și al altor proiecte internaționale ale Meridian Czernowitz. Editura s-a implicat în publicarea unor autori precum Serhii Jadan, Iuri Andruhovîci, Tania Maliarciuk, Iuri Izdrîk, Irena Karpa⁠(d), Andrii Liubka, Taras Prohasko, Irîna Țilîk, Artem Ceh, Volodîmîr Rafeenko, Katerîna Kalîtko și alții.  Evenimentele festivalului de poezie, care au loc anual la începutul lunii septembrie, sunt organizate adesea în locuri mai puțin obișnuite – de exemplu, lângă clădirea fostei sinagogi sau la cimitirul evreiesc.
În calitate de traducător, ea traduce texte literare din germană în ucraineană. În plus, acționează ca persoană de contact pentru Lyrikline⁠(d) (Berlin) în Ucraina. Ievheniia Lopata organizează turneele de lectură prin Europa ale unor scriitori ucraineni precum Serhii Jadan, Oksana Zabujko și Iuri Andruhovîci, inițiază multe proiecte culturale internaționale europeano-ucrainene și este implicată de ani de zile în ceea ce privește prezența scriitorilor ucraineni la târgurile literare internaționale precum cele de la Leipzig, Viena și Frankfurt.
În martie–iulie 2019 a efectuat un stagiu de practică pe scealizarea infrastructură de transport și informații în Bundestag-ul german la biroul politicianului Markus Uhl⁠(d) (CDU). În perioada ianuarie–februarie 2020 a ocupat funcția de asistent al șefului Administrației Regionale de Stat Cernăuți.
Ievheniia Lopata este inițiatoarea și curatoarea proiectului „Zilele literare Paul Celan 2020” în Ucraina și Germania cu sprijinul Fundației Culturale Federale Germane (Kulturstiftung des Bundes), proiectul fiind dedicat poetului evreu bucovinean de limbă germană Paul Celan.

## Participări la festivaluri internaționale de literatură
- 2013–2021: Târgul de carte de la Liov (Ucraina)
- 2014: Zilele literaturii din Solothurn (Elveția)
- 2014–2021: Kiev Book Arsenal (Ucraina)
- 2014–2020: Târgul de Carte de la Leipzig (Germania)
- 2015: Festivalul Internațional de Literatură BuchBasel (Elveția)
- 2015: Turnee de lectură, împreună cu Serhii Jadan și Iuri Andruhovîci, ca moderatoare și interpretă în Elveția (Basel, Stans, Lenzburg, Zurich)
- 2015: Festivalul Internațional de Poezie de la Stockholm (Suedia)
- 2015: Festivalul Internațional de Poezie Sha'ar (Israel)
- 2015–2018: Târgul de Carte de la Frankfurt (Germania)
- 2015–2019: Festivalul de Poezie de la Berlin (Germania)
- 2016, 2019: Festivalul Internațional de Literatură Leukerbad (Elveția)
- 2017: Al XXXIII-lea Festival Internațional de Poezie de la Barcelona (Spania)
- 2017–2018: Târgul de Carte de la Viena (Austria)
- 2017–2018: Turnee de lectură împreună cu Serhii Jadan ca moderatoare și interpretă în Germania (Köln, Frankfurt pe Main, Marburg, Greifswald, Frankfurt (Oder), Berlin, Braunschweig, Düsseldorf), Franța (Nisa, Lille, Paris) și Elveția (Lucerna, Basel, Berna).
- 2019: Fokus Lyrik. Congres Festival de poezie contemporană (Germania)

## Premii și distincții
- Premiul „Tânăra Europeană a Anului” din partea Schwarzkopf-Stiftung Junges Europa⁠(d) pentru promovarea schimbului cultural între Ucraina și UE (2015).[2][3]
- Premiul „Anton Kochanowski” la categoria „Inițiativa pentru tineret a anului” pentru proiectul „Zilele literare Paul Celan” (2020)
- Medalia Federală de Merit a Republicii Federale Germania (1 septembrie 2021)[7]
- Medalia „Slava orașului Cernăuți” (2021)[8]

## Antologii publicate
- Mein Freund, der Kranführer – traducere în ucraineană a unor poezii selectate de Pedro Lenz⁠(d), împreună cu Serhii Jadan (Meridian Czernowitz Verlag, 2018, fotografii realizate de Julia Weber)
- Deutsch-ukrainische Anthologie »Paul Celan 100« (editat de Ievheniia Lopata, Meridian Czernowitz Verlag, 2021)
- Anthologie zeitgenössischer deutschsprachiger Lyrik aus der Schweiz in ukrainischen und russischen Übertragungen (editat de Ievheniia Lopata, Meridian Czernowitz Verlag, 2021)[9]